# روجر سيسيرو
روجر سيسيرو (بالألمانية: Roger Cicero) ‏(6 يوليو 1970 في برلين - 24 مارس 2016 في هامبورغ)، كان مغني جاز وكاتب غنائي ألماني بدأ مسيرته الفنية عام 2003. اشتُهر بتمثيل بلاده ألمانيا بمسابقة الأغنية الأوروبية لسنة 2007، حيثُ قدم أغنية «ويمان رول ذا وورلد» (نساء يحكمن العالم) التي أُقيمت في هلسنكي.

## نبذة بسيطة عن حياة روجو سيسيرو الفنية
وكان نجم سيسيرو، قد سطع عالميا، بعد تمثيله لبلاده ألمانيا في مسابقة الأغنية الأوروبية «يوروفيجن» في عام 2007.
وقدم سيسيرو أغنية «ويمان رول ذا وورلد» (النساء تحكمن العالم) في مسابقة «يوروفيجن» التي أقيمت في العاصمة الفنلندية هلسنكي، بعد عامين من تولي المستشارة الألمانية أنجيلا ميركل منصبها.
وكان سيسيرو قدم في الآونة الأخيرة حفلات موسيقية، نفدت تذاكرها بالكامل، في جميع أنحاء ألمانيا، حيث كانت تتضمن تقديمه عروضا لبعض أشهر أغنيات النجم الأميركي الراحل فرانك سيناترا.
وفي نوفمبر2015 (تشرين الثاني) ، ألغى سيسيرو جميع ارتباطاته المقررة حتى نهاية العام ، حيث أوضحت إدارة أعماله وقتها أنه يعاني من الإرهاق. وكان المغني الراحل يعتزم استئناف ارتباطاته الشهر المقبل.

## وفاته
توفي نجم الجاز الألماني روجر سيسيرو بصورة مفاجئة عن عمر ناهز 45 عاما، إثر إصابته بسكتة دماغية، بحسب ما صرحت به يوم (الثلاثاء) إدارة أعماله لوكالة الأنباء الألمانية.

## ألبومات روجر سيسيرو
- Cicero - Zwei Leben, eine Bühne (Original Film-Soundtrack)
- The English Album
- Cicero Sings Sinatra - Live in Hamburg
- The Roger Cicero Jazz Experience
- Live in Basel - The Baloise Session
- Was immer auch kommt
- In diesem Moment
- In diesem Moment (Deluxe Edition)
- Artgerecht
- Beziehungsweise
- Männersachen
- Good Morning Midnight
- Du bist mein Sommer

## معرض الصور

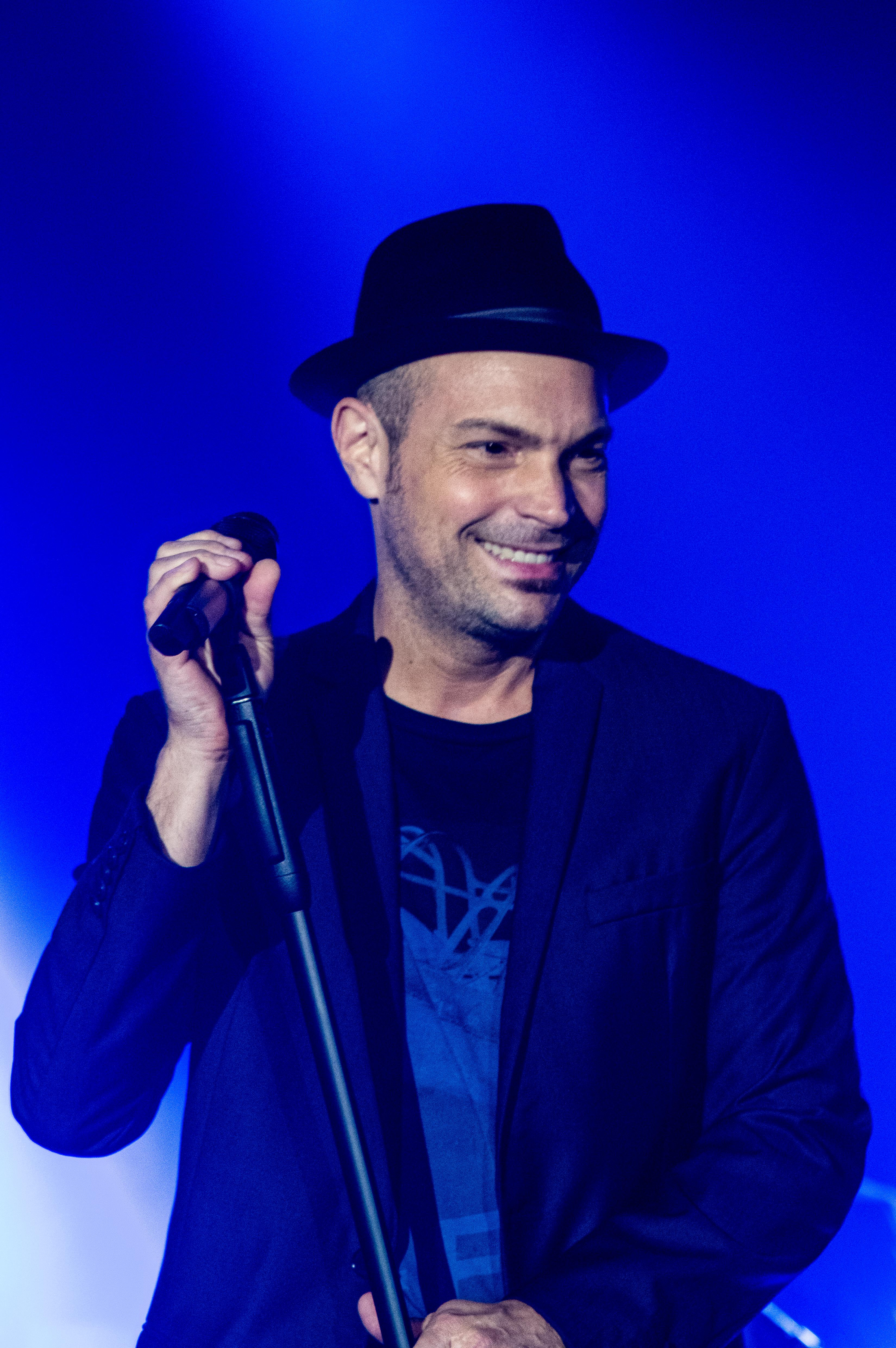
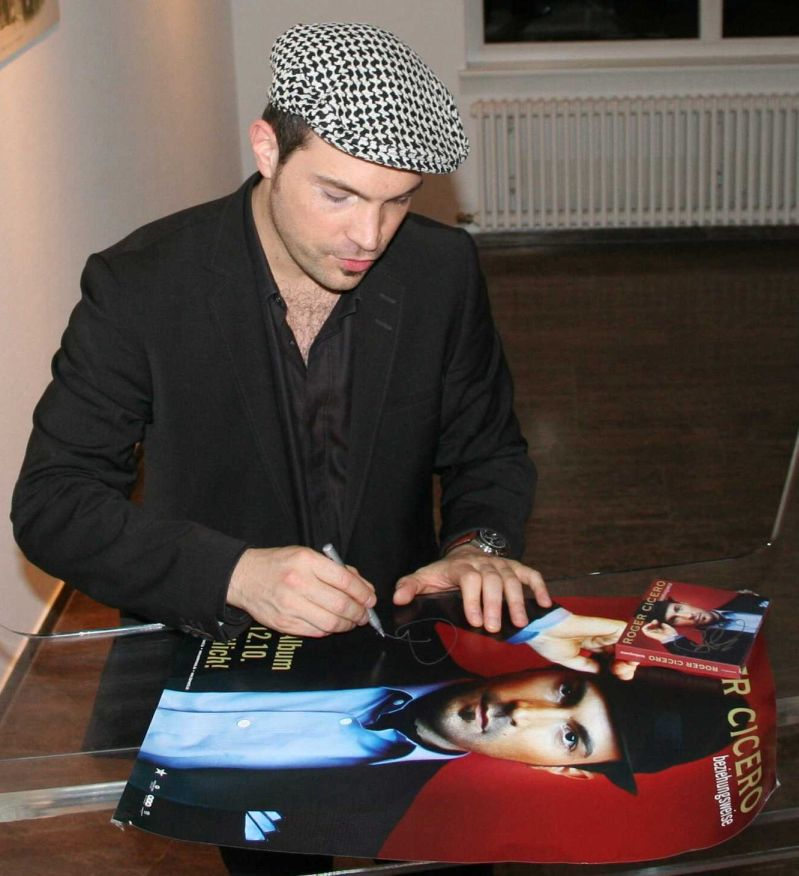
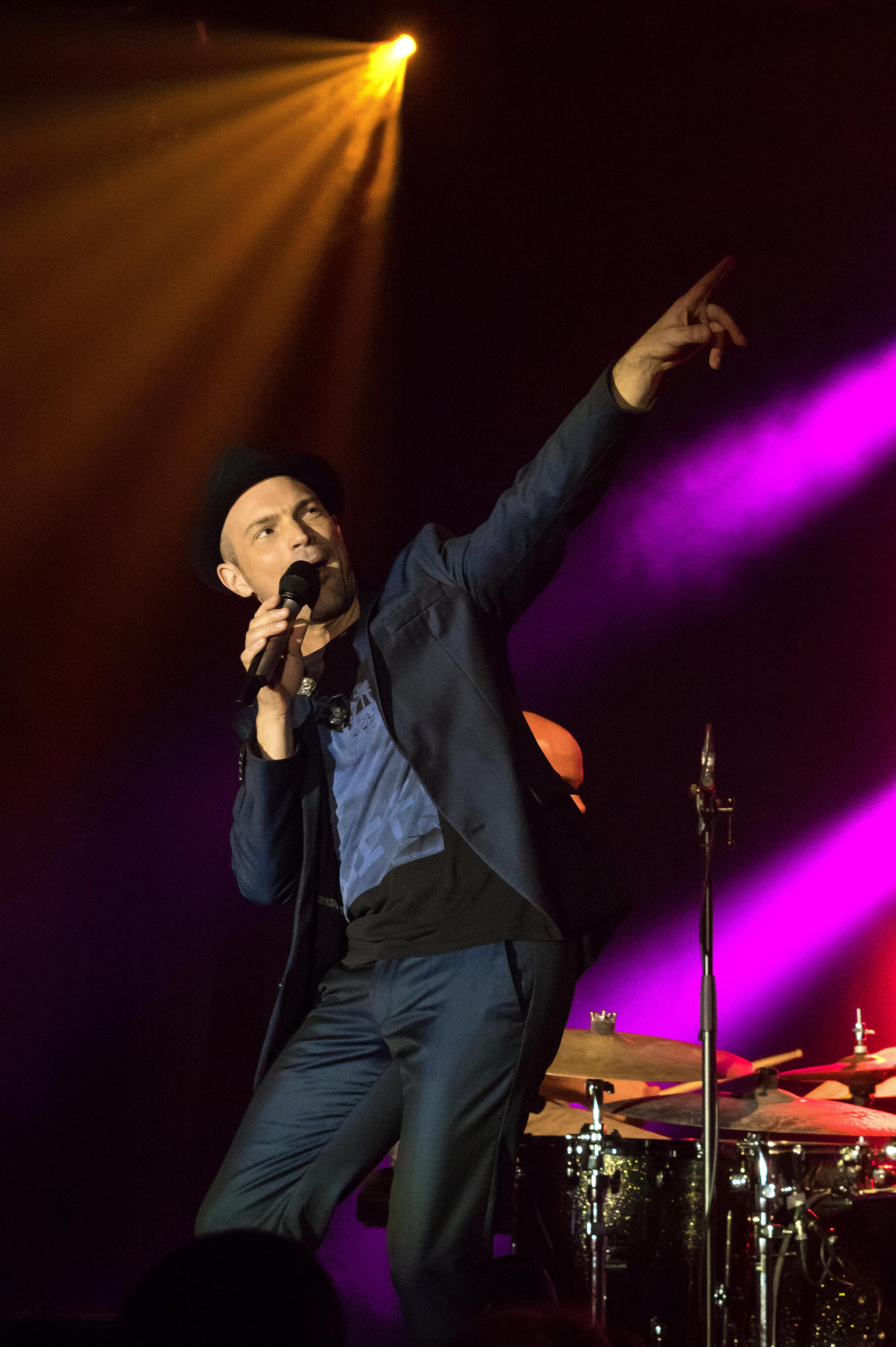
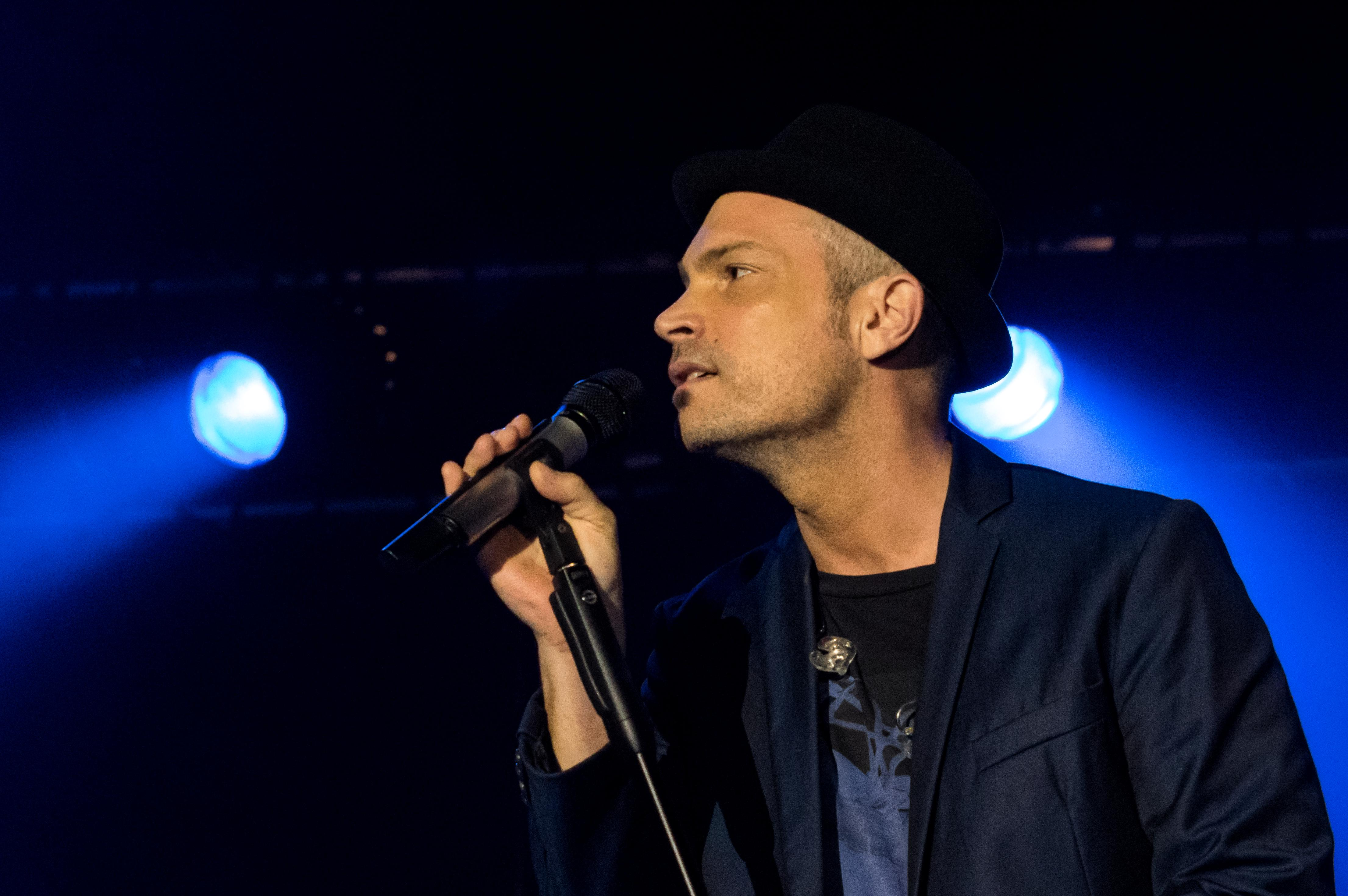
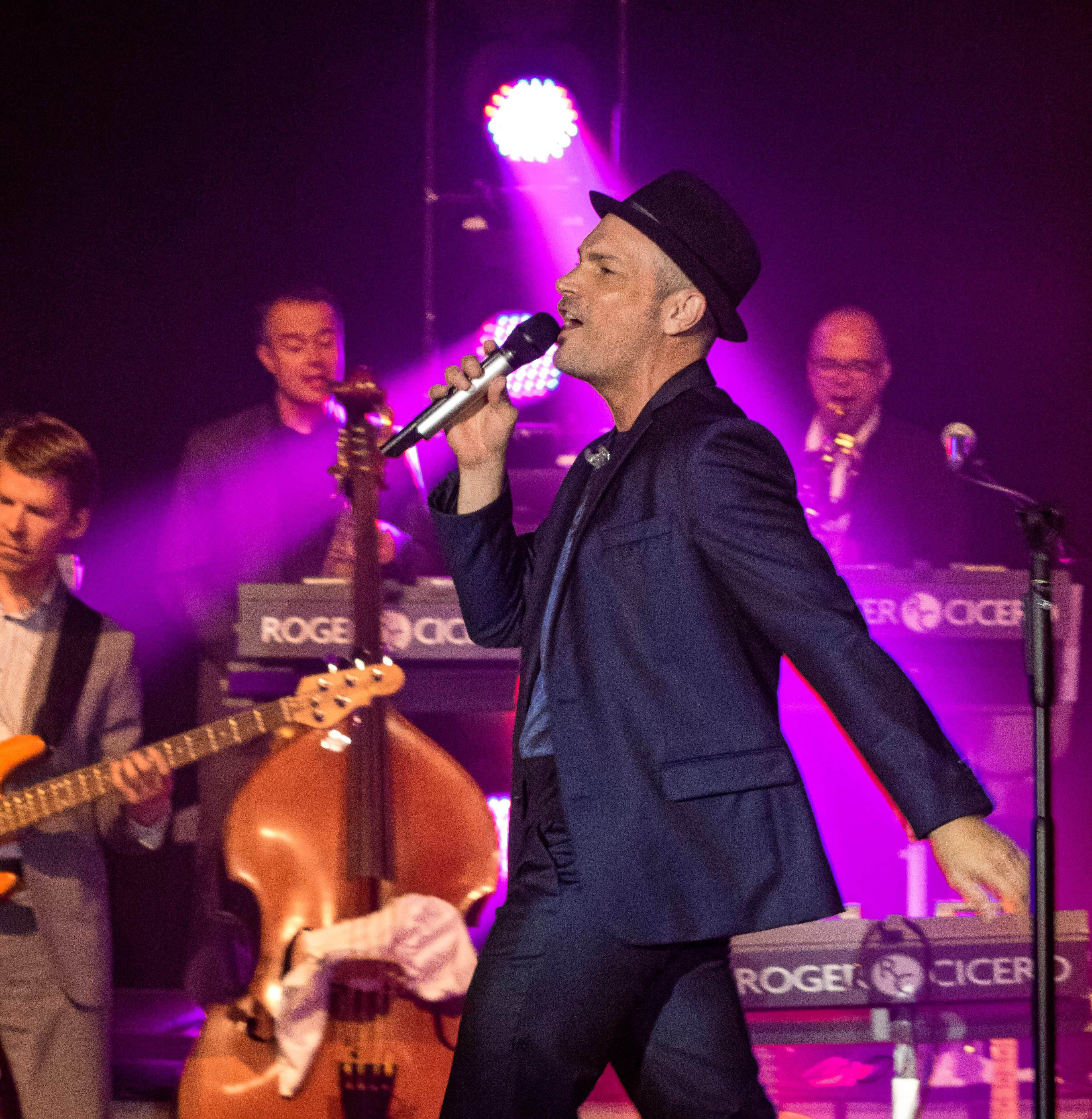
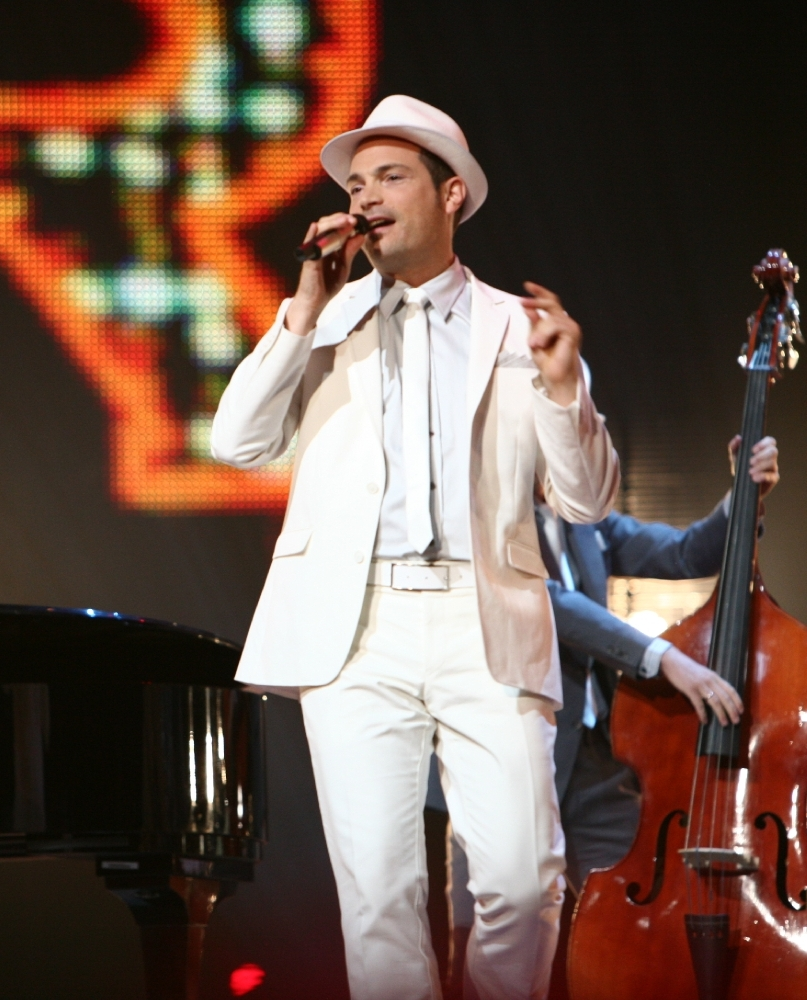
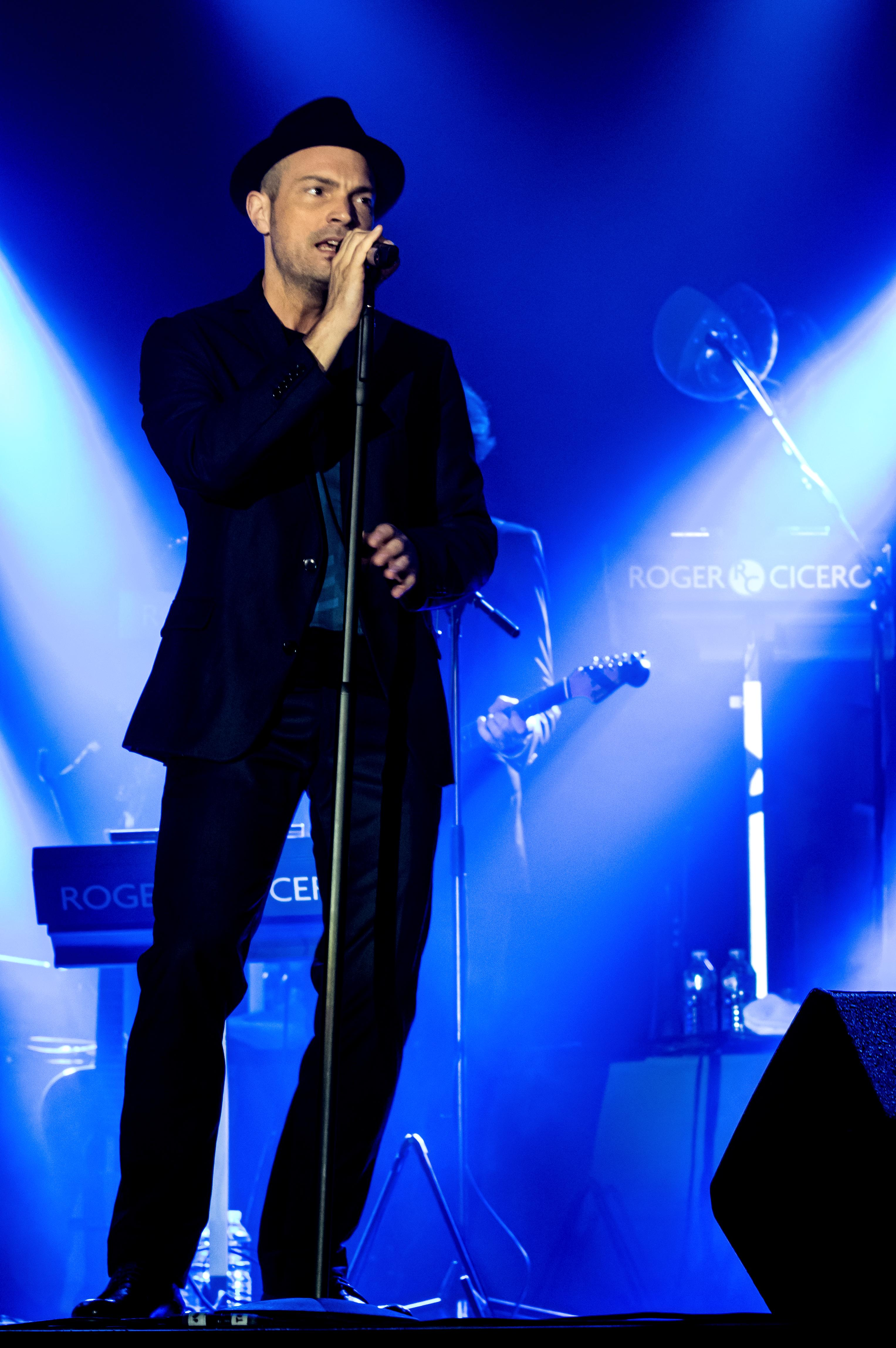
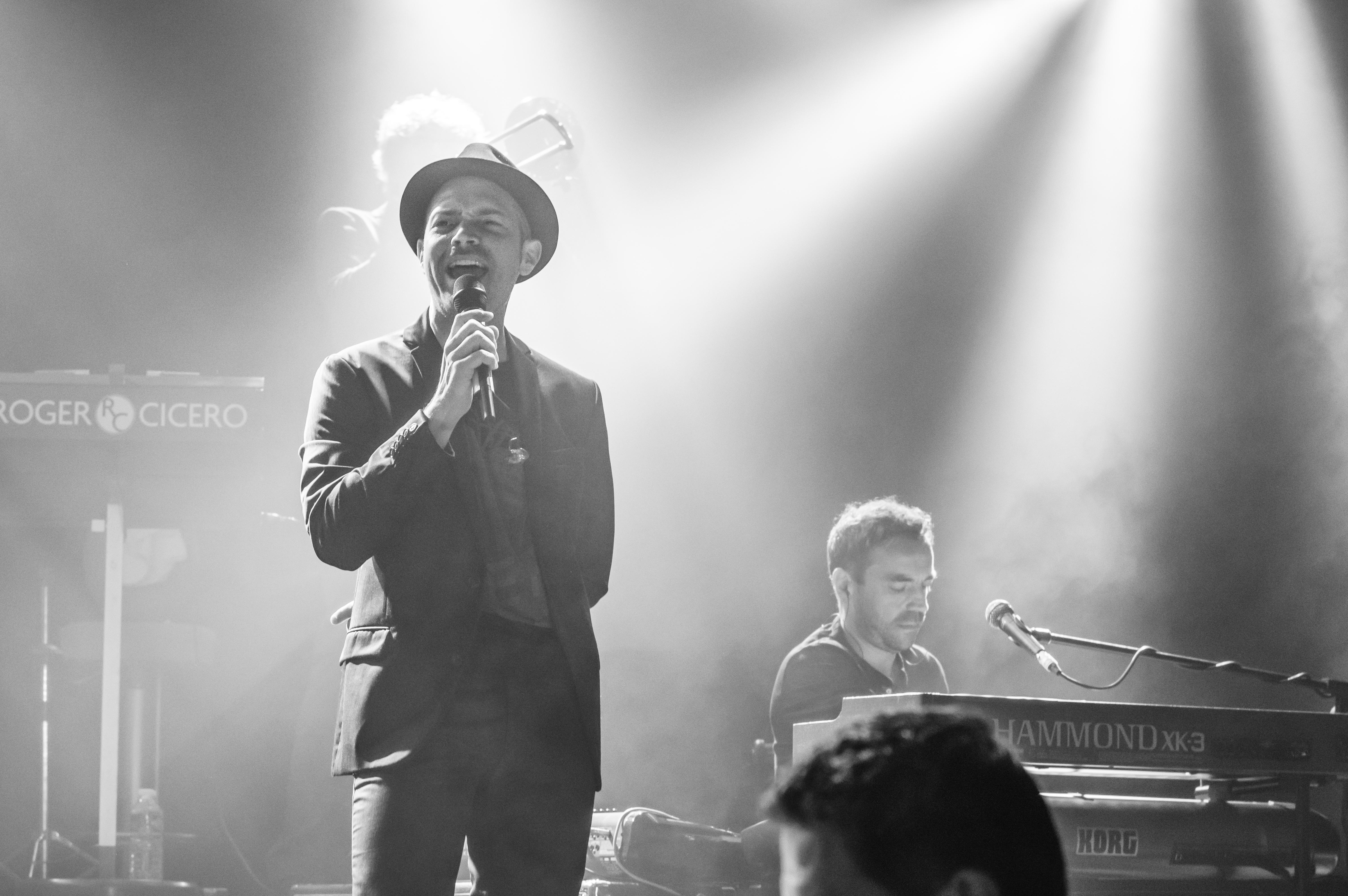

## بعض الأغاني المنفردة
Kiss
Verrat mir deine Sprache
My Christmas Present For You
Ein Kompliment (Live)
Eine Nummer zu groß
Somethin' Stupid (Studio Version)
Wenn es morgen schon zu Ende wär'

## وصلات خارجية
- روجر سيسيرو على موقع IMDb (الإنجليزية)
- روجر سيسيرو على موقع ألو سيني (الفرنسية)
- روجر سيسيرو على موقع ميوزك برينز (الإنجليزية)
- روجر سيسيرو على موقع أول موفي (الإنجليزية)
- روجر سيسيرو على موقع أول ميوزيك (الإنجليزية)
- روجر سيسيرو على موقع ديسكوغز (الإنجليزية)
- روجر سيسيرو على موقع قاعدة بيانات الفيلم (الإنجليزية)

- الموقع الرسمي